# Richard Bellman
Richard Ernest Bellman (Nova Iorque, 26 de agosto de 1920 — 19 de março de 1984) foi um matemático estadunidense.
Conhecido pela invenção da programação dinâmica, em 1953, bem como por outras contribuições fundamentais em outros ramos da matemática.

## Publicações
Durante toda a sua carreira, Richard publicou 619 relatórios e 39 livros. Nos seus últimos 11 anos de vida, publicou mais de 100 livros, embora sofresse de uma má-formação devido a uma cirurgia do cérebro. Eis uma seleção das suas obras:
- 1957. Dynamic Programming
- 1959. Asymptotic Behavior of Solutions of Differential Equations
- 1961. An Introduction to Inequalities
- 1961. Adaptive Control Processes: A Guided Tour
- 1962. Applied Dynamic Programming
- 1967. Introduction to the Mathematical Theory of Control Processes
- 1970. Algorithms, Graphs and Computers
- 1972. Dynamic Programming and Partial Differential Equations
- 1982. Mathematical Aspects of Scheduling and Applications
- 1983. Mathematical Methods in Medicine
- 1984. Partial Differential Equations
- 1984. Eye of the Hurricane: An Autobiography, World Scientific Publishing.
- 1985. Artificial Intelligence
- 1995. Modern Elementary Differential Equations
- 1997. Introduction to Matrix Analysis
- 2003. Dynamic Programming
- 2003. Perturbation Techniques in Mathematics, Engineering and Physics
- 2003. Stability Theory of Differential Equations